# Szapphó (Gounod)
A Szapphó (Sapho) Charles Gounod 1851-ben, Párizsban bemutatott háromfelvonásos operája. A mű szerzője első darabja volt a műfajban.

## Az opera története
A híres primadonna, Maria Malibran testvére, Pauline Viardot, még Gounod római tartózkodása alatt figyelt fel a francia zeneszerző tehetségére. Az énekesnő hamarosan baráti kapcsolatba került Gounod-val, és kilenc évvel később, immár Párizsban, ő biztatta, hogy komponáljon egy színpadi művet. A párizsi Opéra igazgatója Pauline közbenjárásra fogadta a zeneszerzőt, és megbízta egy opera komponálásával, de természetesen feltételeket szabott a megbízáshoz. A feltételek között szerepelt, hogy a mű maximum kétfelvonásos lehet. Erre azért volt szükség, mert ha a darab nem tölti ki az egész estét, akkor társítani lehet egy ismert szerző már befutott művével s így el lehet kerülni a teljes bukást. Ezenkívül megszabta, hogy komoly témát kell feldolgoznia, és a főszerepet Viadrot-nak kell énekelnie. Az énekesnő elintézte azt is, hogy az opera szövegkönyvírója az ismert drámaíró, Émilie Augier legyen.
A librettó 1850 áprilisára készült el, a zeneszerzőnek pedig fél év alatt kellett befejeznie munkáját. Azonban váratlan nehézségek támadtak: Gounod bátya meghalt, a családban pedig viták sora kezdődött, így az opera komponálása elakadt. Ezúttal is Viadrot segített barátján: felajánlotta Gounod-nak a turnéi során üresen álló kúriáját. Itt nyugodtan tudott dolgozni, távol a családi perpatvartól. Az opera el is készült határidőre, csakhogy háromfelvonásosra sikeredett. Ennek következtében csúszott a premier: csak 1851 áprilisában zajlott le az ősbemutató. A kritika és a közönség is szerényen fogadta a darabot, de Adolphe Adam és Hector Berlioz elismerő véleményt írt róla. Amint várható volt, a Sapphó néhány előadás után lekerült a műsorról.
1852-ben a londoni Covent Garden mutatta be a darabot Viadrot-val a címszerepben, de tartós sikert Angliában sem ért el. Mivel a szerző harmadik operája, a Botcsinálta doktor az első kettővel szemben, váratlanul kedvező fogadtatásban részesült, ennek hatására a párizsi Opéra úgy döntött, hogy felújítja a Sapphót. Összevonták az első felvonás utolsó és a második felvonás első képét, így kétfelvonásossá tömörítették a darabot. Azonban az opera így sem váltotta be a hozzá fűzött reményeket, így 1884-ben szerzője azt még egyszer átdolgozta. Ezúttal a három felvonást néggyé bővítette, az addig a színpadon meg nem jelenő, de a cselekmény háttérben fontos szerepet játszó, Pittacus megjelenítésével, sőt főszerepbe állításával. Ez a változat azonban csúfosan megbukott. Ma, ha nagy ritkán előveszik, a háromfelvonásos verziót játsszák. Az opera két, kereskedelmi forgalomba került CD-kiadása is ezt a verziót rögzítette.
Maga a zene eléggé statikus, olykor talán kissé unalmas is. Meglepő módon nem valamelyik kortárs mester, hanem Gluck stílusára hasonlít. Azonban kétségtelen, hogy vannak benne mutatós, jól sikerült részletek is. Ilyen a címszereplő negyedik felvonásbeli búcsúja, vagy a költőverseny részeként énekelt áriája. Alcée ugyancsak a verseny alkalmából előadott dala dallamvezetésével a Marseillaise-re emlékeztet.

## Az opera szereplői
| Szereplő    | Hangfekvés       |
| ----------- | ---------------- |
| Sapphó      | mezzoszoprán     |
| Glycére     | koloratúrszoprán |
| Phaon       | tenor            |
| Pythéas     | basszbariton     |
| Alcée       | bariton          |
| Cygénire    | basszus          |
| Főpap       | basszus          |
| Cratés      | tenor            |
| Egy pap     | tenor            |
| Első hős    | tenor            |
| Második hős | bariton          |

- Játékidő: 132 perc

## Az opera cselekménye

### I. felvonás
Az olimpia idején a költők is versenyeznek egymással a legjobbnak kijáró díjért. A versenyzők között van Sapphó (akit Phaon imád), Glycére (ő Phaont üldözi szerelmével), Pythéas (ő reménytelenül szereti Glycére-t). Sappho legnagyobb vetélytársa azonban a felfuvalkodott Alcée. Phaon elkísérte kedvesét a versenyre, de közben egyre inkább a zsarnok Pittacus hatalmának a megdöntésén gondolkodik. Eközben Pythéas folyton kötekedni próbál, a Glycére-nél vetélytársának tartott, Phaonnal, de az elhárítja próbálkozásait. A versenyen Alcée emelkedett hangon énekel el egy ódát, míg Sapphó Héróról ad elő egy történetet. Végül a győzelmi pálmát a költőnőnek ítélik, Phaon pedig felszabadultan vallja meg neki iránta érzett szerelmét.

### II. felvonás
Phaon és Alcée, a Pittacus elleni összeesküvők vezetői, Bacchus ünnepét használják fel, hogy részletesen kidolgozhassák terveiket. A résztvevők aláírásukkal szentesítik a tervet, mintegy szerződést kötve a zsarnok elűzésére. Pythéas ellopja az iratokat, hogy a szignó felhasználásával Glycére zsarolhassa költő ellenfeleit, de leginkább Sapphót, hiszen ő a szerelemben is a vetélytársa. A költőnőt választás elé állítja: vagy azonnal elhagyja szerelmét, vagy az írást átadja Pittacusnak.

### III. felvonás
Phaon nem hagyja el Sapphót, szerelmesével együtt a szökést választja. Egy kikötőben várakozik a hajóra, amely mindkettőjüket biztonságos helyre viszi majd. Itt vár Sapphóra, aki azonban nem hisz megmenekülésükben, ezért szikláról a mélybe veti magát.

## Diszkográfia
- Michèle Command (Szapphó), Sharon Coste (Glücere), Christian Papis (Faon), Eric Faury (Alcesz) stb.; Saint-Etienne-i Operakórus és Új Zenekar, vez.: Patrick Fournillier (Saint-Etienne, 1992., élő felvétel) Koch Schwann 3-1311-2